# Otto Vogel (Politiker)
Otto Adolf Heinrich Vogel (* 24. März 1894 in Augsburg; † 12. Mai 1983) war ein deutscher Fabrikant, Kaufmann, Politiker und Senator (Bayern).

## Leben
Vogel besuchte die Volksschule und das Realgymnasium und beendete seine Schullaufbahn mit dem Abitur. Darauf studierte er Chemie, Philosophie und Nationalökonomie. Im Ersten Weltkrieg war er im Kriegsdienst aktiv, wurde dabei jedoch schwer verletzt. 1919 begann er als selbstständiger Kaufmann in Augsburg mit Vertretungen in verschiedenen Ländern. Von 1928 bis 1956 war er Vorstand der Nähfadenfabrik Julius Schürer in Augsburg. Nach dem Zweiten Weltkrieg übte er von 1945 bis 1958 das Amt des Präsidenten der IHK Augsburg aus und war anschließend deren Ehrenpräsident. 1947 wurde er Mitglied des Beirats für Außenhandel bei der Verwaltung für Wirtschaft in Frankfurt am Main. Im selben Jahr wurde er zum Vorsitzenden des Verbandes südbayerischer Textilindustrie gewählt, ein Jahr später wurde er Präsident des Gesamtverbandes der Textilindustrie in der Bizone, die später zur Bundesrepublik Deutschland wurde. 1949 war er Mitbegründer des Landesverbandes der bayerischen Industrie und wurde zum Vizepräsidenten des Bundesverbandes der Deutschen Industrie gewählt. 1947 wurde er ferner Mitglied des neugegründeten Bayerischen Senats, dem er bis 1961 angehörte.